# Coelometopon emarginatum
Coelometopon emarginatum är en skalbaggsart som beskrevs av Perkins 2005. Coelometopon emarginatum ingår i släktet Coelometopon och familjen vattenbrynsbaggar. Inga underarter finns listade i Catalogue of Life.